# Бељски рејон
Бељски рејон (рус. Бельский район) административно-територијална је јединица другог нивоа и општински рејон у југозападном делу Тверске области, на северозападу европског дела Руске Федерације.
Административни центар рејона је град Бели. Према проценама националне статистичке службе Русије за 2014. на територији рејона је живело 5.938 становника или у просеку око 2,78 ст/км².

## Географија
Бељски рејон налази се на крајњем југозападу Тверске области, на југу Валдајског побрђа и обухвата територију површине од 2.135 км² (на 21. месту међу 36 тверских рејона). Граничи се са Жарковским рејоном на западу, Нелидовским на северу и Олењинским на североистоку. На југу су рејони Смоленске области – Сичјовски, Новодугиншки, Холм Жирковски и Духовшчински рејон.
Највећи део рејонске територије налази се у басену реке Западне Двине, односно Балтичког мора према којима се одводњавају токовима река Межа и Обша. На крајњем југу рејона извире неколико поточића који теку ка југу, ка реци Воп, десној притоци реке Дњепар (једини је то део Тверске области који припада басену Дњепра).

## Историја
Бељски рејон је успоставље 1929. године након расформирања Бељског округа Смоленске губерније и првобитно је био делом Западне области. Године 1937. постаје делом Смоленске, потом 1944. Великолушке, и на послетку 1957. године Калињинске (данас Тверске) области. Привремено је расформиран 1963. и наредне две године бива делом Нелидовског рејона, да би 1965. био поново успостављен и од тада се налази у садашњим границама.

## Демографија и административна подела
Према подацима пописа становништва из 2010. на територији рејона је живело укупно 6.582 становника, док је према процени из 2014. ту живело 5.938 становника, или у просеку 2,78 ст/км². Око 60% популације је живело у административном центру рејона.
| 1959.  | 1970.  | 1979.  | 1989.  | 2002. | 2010. | 2014.  |
| ------ | ------ | ------ | ------ | ----- | ----- | ------ |
| 17.154 | 16.060 | 10.827 | 10.005 | 8.125 | 6.582 | 5.938* |

Напомена: * Према процени националне статистичке службе.
На подручју рејона постоји укупно 141 насељено место подељених на укупно 7 општина (6 сеоских и 1 градска). Административни центар рејона је град Бели.

## Саобраћај
Најважнија саобраћајница која пролази преко територије рејона је регионални друм Р136 на линији Духовшчина—Бели—Нелидово, док се најближа железничка станица налази неких 50 километара северније у Нелидову.